# Roberto Liberi
Roberto Liberi (L'Aquila, 17 aprile 1901 – Mar Mediterraneo, 27 luglio 1941) è stato un militare e aviatore italiano, decorato di medaglia d'oro al valor militare alla memoria nel corso della seconda guerra mondiale.

## Biografia
Nacque a L'Aquila il 17 aprile 1901. Dopo aver conseguito la laurea in chimica presso l'università di Roma nel 1923, dal 1924 al 1926 prestò servizio militare di leva nel Regio Esercito in forza al 15º Reggimento artiglieria da campagna con il grado di sottotenente di complemento. Nel 1927 si arruolò volontario nella Regia Aeronautica e fu ammesso a frequentare la Scuola di pilotaggio di Ponte San Pietro, conseguendo nell'agosto 1928 il brevetto di pilota militare. Iscritto con il proprio grado nei ruoli della Regia Aeronautica, fu poi posto in congedo nell'aprile del 1929 e, richiamato in servizio attivo nell'ottobre 1930, fu trasferito all'Aviazione della Tripolitania, dove ottenne il passaggio in servizio permanente effettivo per meriti di guerra. Nel settembre 1931 venne trasferito successivamente all'Aviazione della Somalia, dove fu promosso tenente nel novembre 1932. Prese parte alla guerra d'Etiopia al comando di una squadriglia da O.A. (Osservazione Aerea) con il grado di capitano, conseguito nel novembre 1935, partecipando a numerose azioni di ricognizione, mitragliamento e bombardamento, per cui fu decorato con una medaglia d'argento e una di bronzo al valore militare. Nel 1938 si offrì volontario per combattere nella guerra di Spagna, assumendo il comando di una squadriglia da bombardamento e venendo decorato con una terza medaglia d'argento al valor militare e la promozione a maggiore per merito di guerra per aver compiuto oltre cento azioni di guerra. All'atto dell'entrata in guerra del Regno d'Italia si trovava in servizio presso lo Stato maggiore, ma chiese ed ottenne di essere assegnato ad un reparto operativo. Nel febbraio 1941, con la promozione a tenente colonnello, fu assegnato al 10º Stormo Bombardamento Terrestre che, reduce dall'Africa Settentrionale Italiana, si stava ricostituendo all'aeroporto di Viterbo. Assunto il comando del 30º Gruppo e trasferitosi con il reparto in Sicilia, prese parte a 165 azioni, tra cui due bombardamenti diurni ed una ricognizione fotografica su Malta. Il 27 luglio 1941 con il suo bombardiere Savoia-Marchetti S.79 Sparviero non faceva ritorno da una ricognizione effettuata assieme ad un altro velivolo S.79 nei pressi dell'arcipelago maltese. Fu decorato con la medaglia d'oro al valor militare alla memoria.

### Fonti
1. 1 2 3 4 5 6 7 8 9 10 11  Combattenti Liberazione.
2. ↑  Gruppo Medaglie d'Oro al Valor Militare 1965, p. 710.
3. 1 2 3  Ufficio Storico dell'Aeronautica Militare 1969, p. 200.
4. ↑   Medaglia d'oro al valor militare Liberi, Roberto, su quirinale.it, Quirinale. URL consultato l'11 luglio 2021.
5. ↑  Bollettino Ufficiale 1942, dispensa 24ª, pag.1148 registrato alla Corte dei conti addì 25 agosto 1942, registro n.5 Aeronautica, foglio n.202